# Étienne Jean François d'Aligre
Pour les articles homonymes, voir Étienne d'Aligre et famille d'Aligre.
Étienne-Jean-François-Charles, marquis d'Aligre, né le 20 février 1770 à Paris et mort dans cette même ville le 11 mai 1847, est un homme politique français du XIXe siècle.

## Biographie
Issu d'une illustre famille de robe, Étienne Jean François d'Aligre était fils d'Étienne François, marquis d'Aligre, comte de Marans, président à mortier du parlement de Paris, célèbre par l'opposition qu'il fit en 1788 dans les conseils du roi, au projet de convocation des États généraux, et de Anne Catherine Louise Baudry, sœur de André Jean-Baptiste Baudry , maître des comptes.
Le marquis d'Aligre suivit son père dans l'émigration. Après la mort de ce dernier à Brunswick (1798), il rentra en France, y prit possession de l'immense héritage que l'extrême parcimonie de ses père et mère lui avait laissé, et, lors de l'avènement de Napoléon Ier, accepta les fonctions de chambellan auprès de la princesse Pauline Bonaparte, épouse du général Leclerc puis du Prince Borghese. Il avait été, l'année d'avant, nommé membre du conseil général du département de la Seine. Toutefois, il ne consentit jamais, malgré les plus vives instances de l'Empereur, à donner sa fille en mariage au général Arrighi, parent de Napoléon.
Deux fois président du collège électoral d'Eure-et-Loir, le marquis fut un des commissaires chargés de recevoir Louis XVIII à son entrée dans Paris (1814). La Restauration l'appela, le 17 août 1815, à la dignité de pair de France. Il inaugura sa pairie à l'occasion du procès du maréchal Ney : à l'appel nominal qui eut, lieu, dans la séance du 6 décembre, sur l'application de la peine, d'Aligre fut le premier des cinq membres qui s'abstinrent de prendre part au vote.
Pendant toute la durée de la Restauration, partisan dévoué de la monarchie constitutionnelle, il n'accorda son suffrage à aucune des mesures réclamées par le ministère de M. de Villèle ; aussi, après les journées de Juillet 1830, fut-il du nombre des pairs que le gouvernement de Louis-Philippe Ier conserva dans la Chambre haute. Il y siégea jusqu'à sa mort.
Sa fortune était immense. Il possédait 21 000 hectares de terre jusque dans la région de Bordeaux. Ce fut lui qui acheta le château des Vaux en l'an 1804, aux enfants Dussieux : il le remit en état. 
Il n'eut qu'une fille de son premier mariage, avec Mlle Marie de Godefroy de Senneville, nommée Étiennette d'Aligre, qui épousa le marquis de Pomereu. Leurs enfants portèrent dorénavant le nom "de Pomereu d'Aligre", et héritèrent du titre de "marquis d'Aligre"[réf. nécessaire]. Leur descendance est aussi représentée par la famille de Rougé[réf. nécessaire], qui a hérité du château de Baronville, ancienne résidence du marquis d'Aligre. Sa première épouse meurt le 27 décembre 1793.
Le marquis d'Aligre avait épousé, en secondes noces (1810), Louise Charlotte Aglaé Camus de Pontcarré, sa cousine germaine issue d'une famille bourguignonne, fondatrice de nombreux établissements de bienfaisance, entre autres de l'asile de Lèves, près de Chartres. Avec son épouse, le marquis fait don d'une partie de ses biens pour des œuvres charitables comme la création de prisons ou d'hôpitaux. On lui doit notamment la Fondation d'Aligre et Marie-Thérèse à Lèves près de Chartres, l'hôpital d'Aligre à Bonneval (Eure-et-Loir), l'hôpital de Bourbon-Lancy (Saône-et-Loire) et l'hôpital d'Aligre à Château-Chinon (Nièvre).

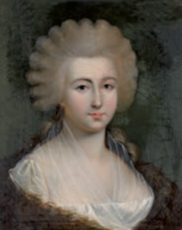
Marie-Adelaïde-Charlotte Godefroy de Senneville, sa première épouse
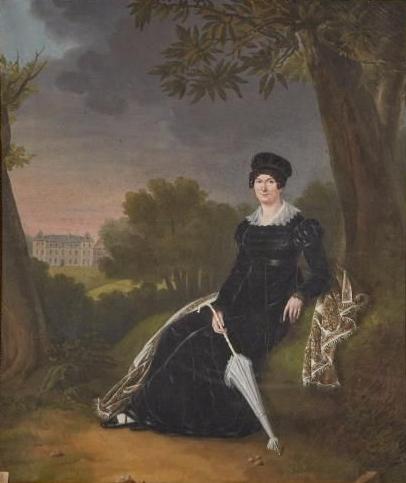
Portrait de Louise Charlotte Aglaé Camus de Pontcarré, marquise d’Aligre, devant le château des Vaux, 1829, par Aimée Vachot
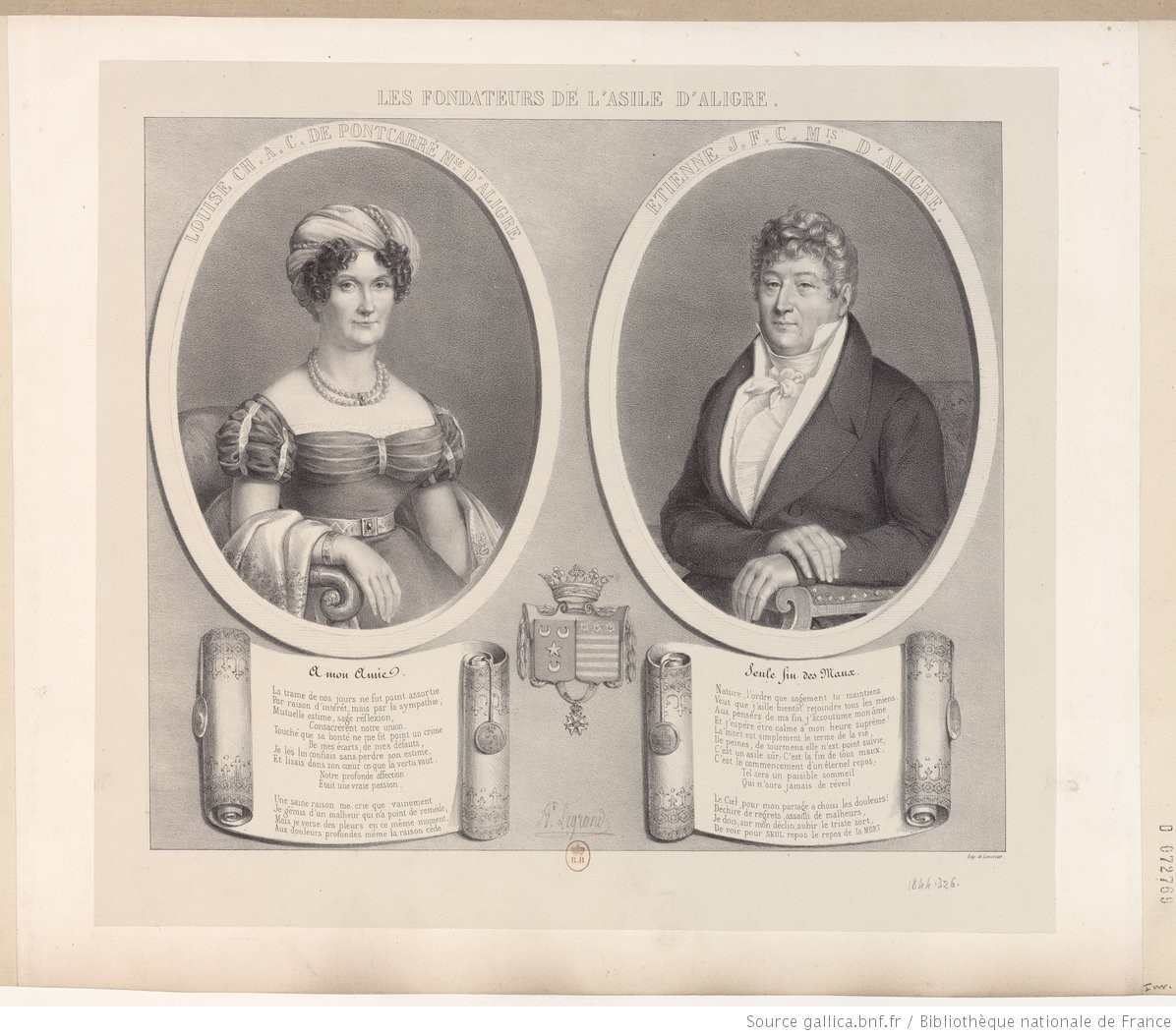
Étienne-Jean-François-Charles d’Aligre et sa seconde femme Louise-Charlotte-Aglaë Camus de Pontcarré.

## Titres
- Marquis d'Aligre ;
- Pair de France (17 août 1815, marquis-pair le 31 août 1817, sans majorat[4]) ;

« Les rang, titre et qualité de pair de France dont est revêtu le marquis d'Aligre, ont été substitués, par ordonnance du 21 décembre 1825 à Étienne-Marie-Charles de Pomereu-d'Aligre, son petit-fils, né à Paris le 3 mai 1813, fils de Michel-Marie-Charles de Pomereu-d'Aligre, et d'Étiennette-Marie-Catherine-Charlotte d'Aligre, pour en jouir héréditairement après la mort de son aïeul. Par une ordonnance royale du 14 du même mois de décembre 1825, Étienne-Marie-Charles de Pomereu avait été autorisé à ajouter à son nom celui d'Aligre. »

— Le Chevalier de Courcelles, État actuel de la pairie de France, 1826.

## Distinctions
- Légion d'honneur[5] :
  - Chevalier (27 juillet 1814), puis,
  - Officier (19 août 1823), puis,
  - Commandeur de la Légion d'honneur (31 octobre 1828).

## Armoiries
| Figure | Blasonnement |
|        | Armes du marquis d'Aligre, pair de France Burelé d'or et d'azur (de dix pièces), au chef du second, chargé de trois soleils du premier., |